# Robert Léon
Pour les articles homonymes, voir Léon.
Robert Léon est un rameur d'aviron français.

## Carrière
Robert Léon remporte la médaille de bronze en huit aux Championnats d'Europe d'aviron 1935 à Berlin.
Il fait partie de la délégation française participant aux Jeux olympiques d'été de 1948 à Londres.